# Jaume Cardona Tur
Jaume Cardona Tur (Eivissa, 26 de febrer de 1838 - Madrid, 4 de gener de 1923) fou un religiós eivissenc, bisbe castrense d'Espanya, senador i acadèmic de la Reial Acadèmia de Ciències Morals i Polítiques.

## Biografia
Va estudiar al Seminari d'Eivissa i es traslladà a Madrid, on fou ordenat prevere a la catedral de l'Almudena en 1862. Fou destinat com a coadjutor del rector de Santa Gertrudis de Fruitera, després fou rector a Palma fins que el 1865 fou destinat a la Vicaria Castrense de Madrid. Durant el Sexenni Democràtic va guanyar fama de qualitat oratòria i va fer nombrosos sermons a parròquies de Madrid. Quan es va produir la restauració borbònica es mostrà lleial a la monarquia i fou nomenat canonge d'Osca, capellà honorari de la Reial Capella i rector de la parròquia del Buen Suceso de Madrid.
En 1892 fou ordenat Bisbe titular de Sió i Vicari Castrense d'Espanya, la qual cosa li conferia la dignitat de Pro-Capellà del Rei i primera autoritat de la Capella Reial. Gaudí de l'amistat de la regent Maria Cristina d'Habsburg-Lorena, va fer les exèquies fúnebres d'Alfons XII i donà la comunió al jove rei Alfons XIII d'Espanya. El 3 de març de 1896 fou escollit acadèmic de la Reial Acadèmia de Ciències Morals i Polítiques. Entre altres distincions, va rebre les grans creus de l'Orde d'Isabel la Catòlica i de l'Orde de Carles III, la Medalla del Mèrit Militar i la Medalla del Mèrit Naval.
Fou nomenat Senat d'Espanya senador per l'Arquebisbat de València el 1907-1908 i el 1910-1911. Quan en 1920 fou ordenat Patriarca de les Índies Occidentals fou nomenat senador per dret propi. Des del seu càrrec va lluitar pel restabliment de la diòcesi d'Eivissa, cosa que no s'aconseguí fins a 1927, quatre anys després de la seva mort. Quan va morir el 3 de gener de 1923 va rebre funerals militars segons el previst a les Reials Ordenances i fou enterrat a l'Església de Santa Isabel de Madrid.